# Sa Pả
Sa Pả là một phường thuộc thị xã Sa Pa, tỉnh Lào Cai, Việt Nam.

## Địa lý
Phường Sa Pả nằm ở trung tâm thị xã Sa Pa, có vị trí địa lý:
- Phía đông giáp xã Mường Hoa và thành phố Lào Cai
- Phía tây giáp phường Hàm Rồng
- Phía nam giáp phường Sa Pa
- Phía bắc giáp phường Hàm Rồng và xã Trung Chải.

Phường có diện tích 7,29 km², dân số năm 2018 là 5.420 người, mật độ dân số đạt 743 người/km².

## Hành chính
Phường Sa Pả được chia thành 4 tổ dân phố đánh số từ 1 đến 4.

## Lịch sử
Trước đây, Sa Pả là một xã thuộc huyện Sa Pa. Tên gọi Sa Pả trong tiếng H'Mông có nghĩa là "bãi cát", sau này do đọc chệch đi mà thành Sa Pa, tên của thị xã Sa Pa ngày nay. Địa bàn xã Sa Pả tương đương với một phần phường Sa Pả và xã Trung Chải hiện nay.
Đến năm 2018, xã Sa Pả có diện tích 25,93 km², dân số là 5.197 người.
Ngày 11 tháng 9 năm 2019, Ủy ban Thường vụ Quốc hội ban hành Nghị quyết 767/NQ-UBTVQH14 (nghị quyết có hiệu lực từ ngày 1 tháng 1 năm 2020). Theo đó, giải thể xã Sa Pả và điều chỉnh địa giới hành chính để thành lập phường Sa Pả mới như sau:
- Thành lập thị xã Sa Pa trên cơ sở toàn bộ diện tích và dân số của huyện Sa Pa
- Điều chỉnh một phần diện tích tự nhiên và quy mô dân số của xã Sa Pả về 2 phường Hàm Rồng và Sa Pa vừa thành lập và xã Trung Chải.
- Thành lập phường Sa Pả trên cơ sở điều chỉnh 0,58 km² diện tích tự nhiên, 4.118 người của thị trấn Sa Pa; 6,65 km² diện tích tự nhiên, 1.302 người còn lại của xã Sa Pả và 0,06 km² diện tích tự nhiên của xã Lao Chải.

Sau khi thành lập, phường Sa Pả có 7,29 km² diện tích tự nhiên và 5.420 người.